# Liste der Biografien/Steins
Liste der Biografien |
Portal Biografien |
Personensuche
# |
A |
B |
C |
D |
E |
F |
G |
H |
I |
J |
K |
L |
M |
N |
O |
P |
Q |
R |
S |
T |
U |
V |
W |
X |
Y |
Z |
?
 
Sa |
Sb |
Sc |
Sd |
Se |
Sf |
Sg |
Sh |
Si |
Sj |
Sk |
Sl |
Sm |
Sn |
So |
Sp |
Sq |
Sr |
Ss |
St |
Su |
Sv |
Sw |
Sy |
Sz
 
Sta |
Ste |
Sth |
Sti |
Stj |
Stl |
Sto |
Str |
Sts |
Stt |
Stu |
Stv |
Stw |
Sty
 
Stea |
Steb |
Stec |
Sted |
Stee |
Stef |
Steg |
Steh |
Stei |
Stej |
Stek |
Stel |
Stem |
Sten |
Steo |
Step |
Ster |
Stes |
Stet |
Steu |
Stev |
Stew |
Stey |
Stez
 
Steib |
Steic |
Steid |
Steie |
Steif |
Steig |
Steij |
Steik |
Steil |
Steim |
Stein |
Steio |
Steir |
Steis |
Steit |
Steiw |
Steix
 
Steina |
Steinb |
Steinc |
Steind |
Steine |
Steinf |
Steing |
Steinh |
Steini |
Steink |
Steinl |
Steinm |
Steinn |
Steino |
Steinp |
Steinr |
Steins |
Steint |
Steinu |
Steinv |
Steinw
Die Liste der Biografien führt alle Personen auf, die in der deutschsprachigen Wikipedia einen Artikel haben. Dieses ist eine Teilliste mit 35 Einträgen von Personen, deren Namen mit den Buchstaben „Steins“ beginnt.

## Steins
- Steins Bisschop, Walter (1810–1881), holländischer Jesuit, Indienmissionar und Erzbischof
- Steins, Georg (* 1959), deutscher römisch-katholischer Theologe
- Steins, Ivo (* 1992), niederländischer Handballspieler
- Šteins, Kārlis (1911–1983), lettischer Astronom
- Steins, Luc (* 1995), niederländischer HandballspielerLuc Steins (* 1995)

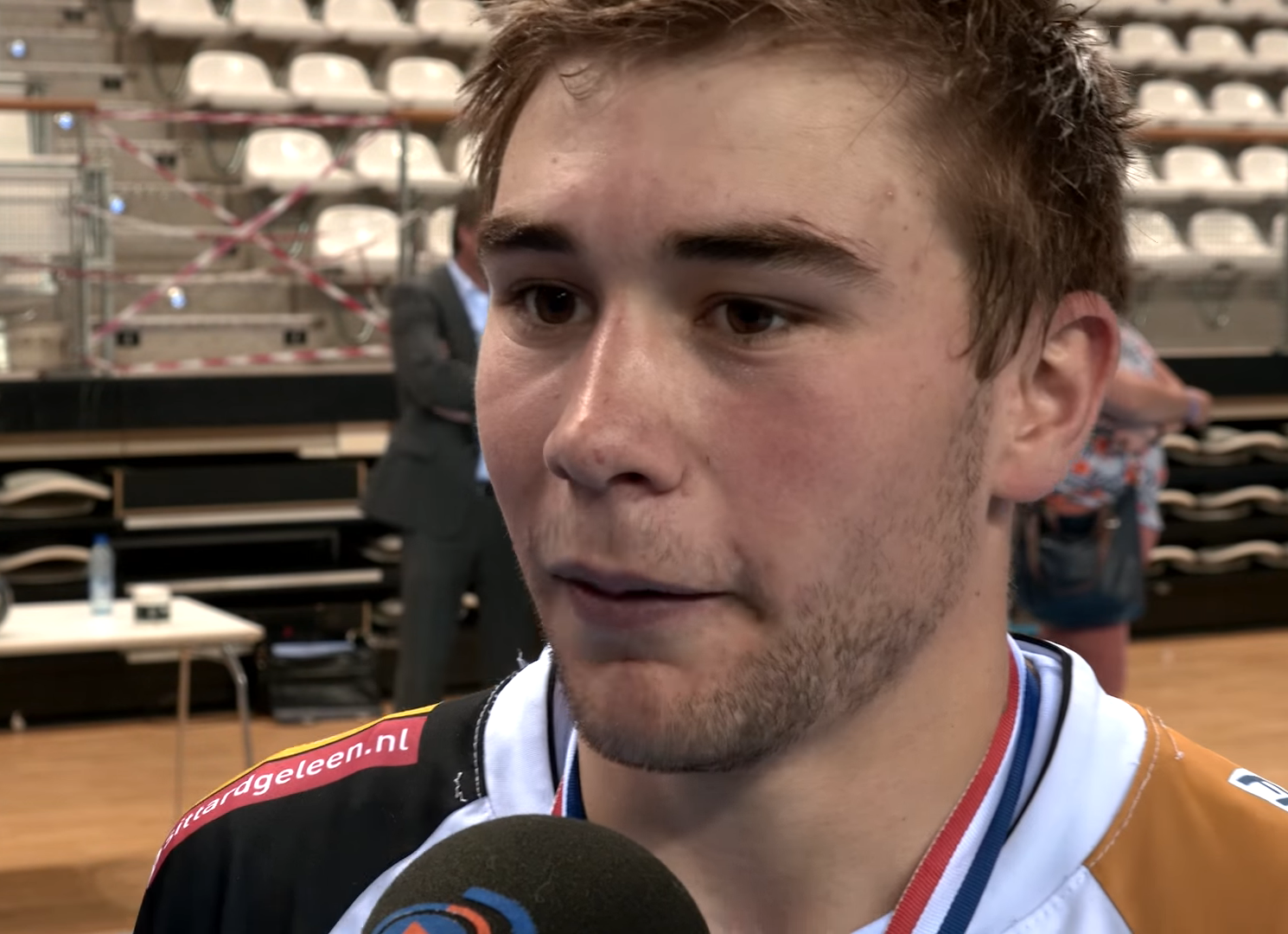
Luc Steins (* 1995)

- Steins, Maximilian (1889–1972), deutscher Pfarrer in Frimmersdorf
- Šteins, Raimonds (* 1984), lettischer Handballspieler

### Steinsa
- Steinsaltz, Adin (1937–2020), israelischer Rabbiner

### Steinsc
- Steinschaber, Adam, Inkunabeldrucker
- Steinschneider, Adolf Moritz (1894–1944), Rechtsanwalt, Gegner des Naziregimes, Emigrant
- Steinschneider, Eva (1899–1968), Pädagogin, Gegnerin des Nazi-Regimes, Emigrantin, Kommunalpolitikerin
- Steinschneider, Karl (1900–1979), zionistischer Siedler, US-amerikanischer Farmarbeiter, hebräisch-deutscher Übersetzer
- Steinschneider, Lilly (1891–1975), ungarische Pilotin
- Steinschneider, Max (1853–1915), Rechtsanwalt und Justizrat, Gründer der Villenkolonie Neu-Döberitz
- Steinschneider, Moritz (1816–1907), österreichisch-deutscher Bibliograph und Orientalist
- Steinschulte, Heinz (* 1909), deutscher Basketballspieler
- Steinschulte, Heinz-Jürgen, deutscher Kanute

### Steinsd
- Steinsdorf, Kaspar von (1797–1879), deutscher Jurist, Bürgermeister von München
- Steinsdorf, Maximilian von (1808–1889), bayerischer Generalmajor
- Steinsdorf, Maximilian von (1852–1919), bayerischer Generalmajor
- Steinsdorff, Gustav von (1825–1897), preußischer Generalmajor und Kommandeur der 17. Infanteriebrigade
- Steinsdorff, Silvia von, deutsche Politikwissenschaftlerin und Hochschullehrerin
- Steinsdorff, Wilhelm (1864–1938), deutscher Politiker (DDP)

### Steinse
- Steinseifer, Carrie (* 1968), US-amerikanische Schwimmerin
- Steinseifer, Claudia, deutsche Dramaturgin und Journalistin
- Steinseifer, Friedrich (1935–2004), deutscher General der Bundeswehr
- Steinseifer, Martin (* 1974), deutscher Fachdidaktiker

### Steinsi
- Steinsieck, Annemarie (1889–1977), deutsche Schauspielerin
- Steinsieck, Wolf (* 1946), deutscher Romanist

### Steinsk
- Steinsky, Ulrike (* 1960), österreichische Opernsängerin (Sopran) und Gesangspädagogin

### Steinsl
- Steinsland, Gro (* 1945), norwegische Religionswissenschaftlerin
- Steinslett, Geir Ole (* 1980), norwegischer Biathlet und Biathlontrainer

### Steinst
- Steinsträßer, Lars (* 1970), deutscher Mediziner und Hochschullehrer

### Steinsv
- Steinsvåg, Oda Løvø (* 2000), norwegische Volleyballspielerin
- Steinsvik, Kine Elisabeth (* 1976), norwegische Juristin